# Полесские железные дороги
Полесские железные дороги — казённые железные дороги, построенные с 1882 года по 1907 год в Российской империи.
Железные дороги проходили по территории Виленской, Гродненской, Витебской, Минской, Волынской, Могилёвской, Черниговской, Орловской губерний. Дорога находилась в ведении МПС (управление в Вильне). Полесские железные дороги соединяли Полесье с Прибалтийским, Северо-Западным, Центрально-Промышленным районами. Имели военно-стратегическое значение, способствовали разработке лесных массивов Полесья, развитию деревообрабатывающей и кожевенной промышленности, росту городов (Вильно, Слуцка, Белостока, Бреста, Гомеля, Брянска). Дорога играла существенную роль в экспорте леса и его вывозе на внутренний рынок.

## История
В 1881 году было подписано высочайшее повеление о строительстве 136-верстной ветви Жабинка — Пинск, которая была построена Военным ведомством. Дорога эта была построена за одно лето. Этому способствовали равнинная местность и почти полное отсутствие искусственных сооружений. 9 ноября 1882 года на ветви открылось пассажирское и товарное движение.
24 января 1883 года военный министр опять заявляет о необходимости строительства стратегических железных дорог через Полесье. По этому поводу 14 февраля 1883 года состоялось особое совещание с присутствием Всероссийского императора Александра III, на котором министру Путей сообщения была поставлена задача о сооружении в трехлетний срок Полесских железных дорог общей длинной 1 075 верст:
- Вильно — Ровно с веткой Барановичи — Белосток и соединительными ветками;
- Седлец — Малкин
- Пинск — Гомель

Сооружение дорог планировалось производить железнодорожными батальонами Военного ведомства.
Уже 12 мая 1863 года была начата работа по сооружения Вильно-Ровенской дороги, а 30 декабря 1884 года было открыто движение на участке Вильно — Лунинец — Пинск длиной 351 верста, и 2 августа 1885 года на участке Лунинец — Ровно длиной 182 версты. Открытие движения на остальных участках состоялось, на ветви:
- Барановичи — Белосток, длинной 200 верст, в ноябре 1885 года;
- Лунинец — Гомель, длинной 280 верст, в феврале 1886 года;
- Седлец — Малкин, длинной 62 версты, в июле 1887 года.

Постройка дорог финансировалась непосредственно казной под управлением Временного Управления казённых железных дорог и обошлась на версту:
- Вильно-Ровенской линии и Лунинец-Пинского участка — 42 288 рублей;
- Лунинец — Гомель — 36 141 рубль;
- Барановичи — Белосток — 46 768 рублей;
- Седлец — Малкин — 46 094 рубля, а с мостом через Буг — 61 453 рубля.

6 апреля 1885 года было разрешено строительство дороги от Гомеля до Брянска тем же способом (железнодорожными батальонами) какой был использован при строительстве Полесских железных дорог. Он был открыт в августе 1887 года и обошелся казне в 31 434 рубля за версту.
В 1886 году Вильно-Ровенская и Пинская железные дороги переименованы в Полесские железные дороги.
В мае 1918 года передана НКПС. Некоторые линии отошли к Польской республике. По состоянию на начало 1991 года большинство линий входили в состав Белорусской и Прибалтийской железных дорог.

## Начальники
Первым начальником Вильно-Ровенской и Пинской, а затем Полесских железных дорог был инженер путей сообщения Иван Иванович Ходоровский. Затем эту должность занимали инженер путей сообщения Василий Николаевич Коковцев, инженер путей сообщения Александр Юльевич Фриде, а с 10 августа 1901 года инженер путей сообщения Владимир Павлович Рейслер.

## Основные линии
Основные железно-дорожные линии:
- Жабинка — Пинск (движение открыто в 1882 году)
- Вильно — Лунинец — Пинск (1884 год)
- Лунинец — Ровно (1885 год)
- Лунинец — Гомель
- Белосток — Барановичи (1886 год)
- Гомель — Брянск (1887 год)
- Брест — Жабинка — Брянск (1887 год)
- Мосты — Гродно (1907 год)

Протяжённость (по состоянию на 1913 год) — 1 904 версты (в том числе 1 039 вёрст — двухколейного пути).

## Подвижной состав
Подвижной состав, в 1885 году, на Полесских железных дорогах имелось: 68 паровозов, 200 пассажирских вагонов и 1 511 грузовых вагонов..

## Инфраструктура
На Полесских железных дорогах были построены железнодорожные мастерские (в Пинске, Вильно, Гомеле). На дороге возведено 412 деревянных и 235 металлических мостов, 6 путепроводов и другие искусственные сооружения. Открыт шпалопропиточный завод, 72 пакгауза. Работали 17 училищ и школ (на станциях Барановичи, Брест, Пинск, Лунинец), курсы по подготовке служащих по коммерческому и техническому движению.